# 屋敷和子
屋敷 和子（やしき かずこ、1957年 - ）は、日本の実業家。日本航空執行役員東京国際空港支店長・JALスカイ代表取締役社長。JALグループの女性として初めて、空港支店長・空港部門役員・社長に就任した人物である。

## 人物
千葉県本埜村（現印西市）出身。成田高等学校を経て、1978年、大妻女子大学短期大学部英文科を卒業。同年、日本航空に地上サービス職（地域限定の一般職）として入社。1983年、1983年ロンドン空港支店で海外接遇要員を務め、1999年にJALスカイサービスの係長として出向。2002年、本社管理職となる。これをきっかけに全国型勤務の総合職に転換し、神戸支店神戸空港所長、2011年、新千歳空港支店長、2014年、成田空港支店長。2016年よりJAL執行役員東京空港支店長兼JALスカイ社長。2023年、JAL退職。
2025年6月、学校法人大妻学院理事長に就任した。大妻女子大学の卒業生が理事長に就任するのは史上初である。